# Venedig im Regen
"Venedig im Regen" (tradução portuguesa: "Veneza debaixo de chuva") foi a canção que representou televisão pública austríaca no Festival Eurovisão da Canção 1991. Foi interpretada em alemão por Thomas Forstner. Na noite do evento foi a sexta a ser interpretada, a seguir à canção helvética "Canzone per te", interpretada por Sandra Simó e antes da canção luxemburguesa "Un baiser volé", cantada por Sarah Bray. A canção austríaca terminou em último lugar, não logrando conquistar qualquer ponto (0 pontos)

## Autores
- letra e música:
Robby Musenbichler;
Hubert Moser;
Wolfgang Eltner
- Orquestração: Richard Österreicher

## Música e letra
A canção é uma balada, com Forstner cantando sobre a hipótese de se encontrar com uma bela mulher num dia chuvoso em Veneza, cidade conhecida pelo seu ambiente propício ao amor.